# 小麦粉

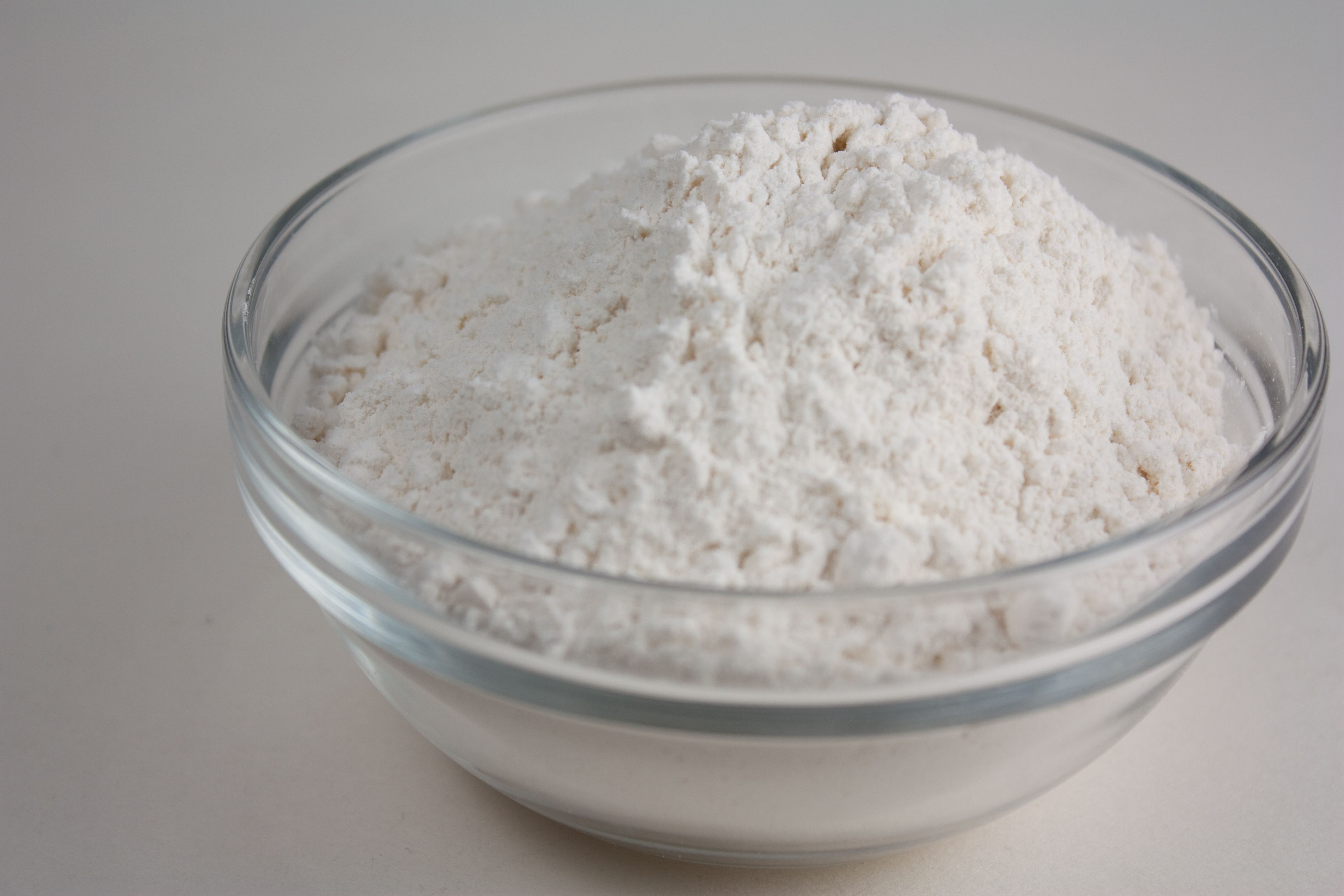
小麦粉。ふすまを含まないもの。

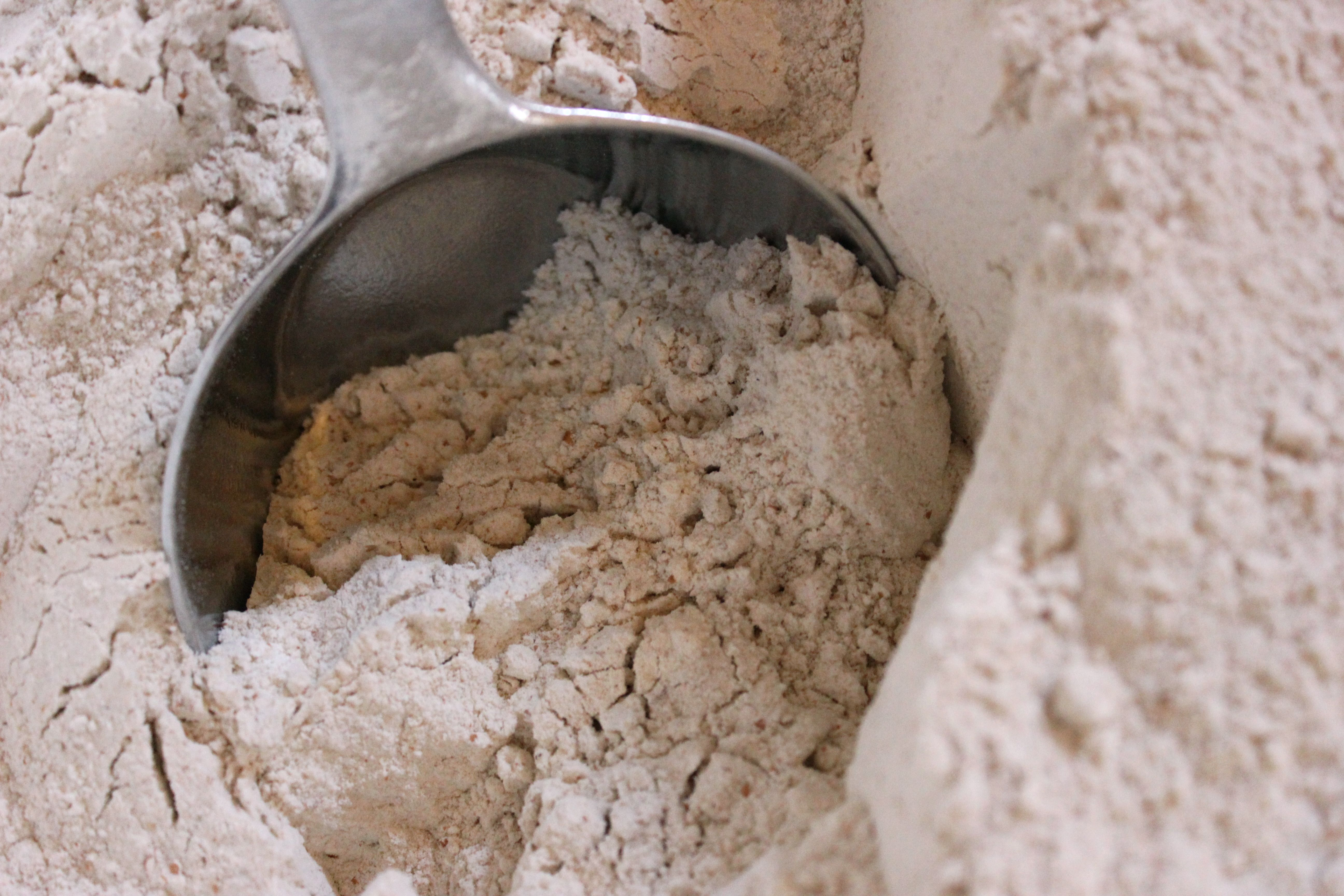
全粒粉

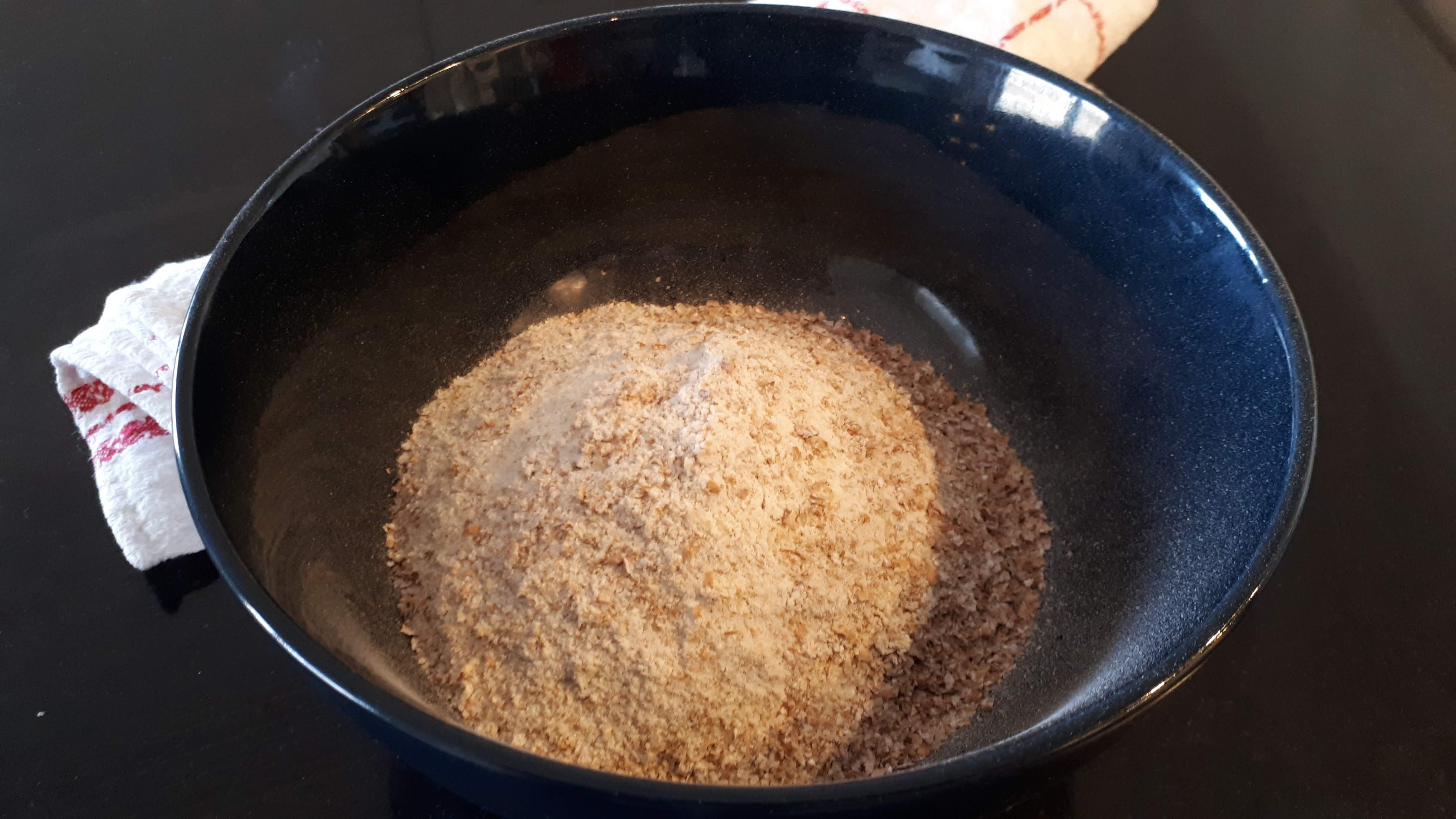
グラハム粉

小麦粉（こむぎこ）とは、小麦を製粉した粉。穀粉の一種である。主に食用で利用されており、パン、麺類、ケーキ、菓子など、様々な食品の材料として用いられる。一部に「うどん粉」「メリケン粉」と呼ばれる。人類による利用は古代エジプトですでに行われていたことが知られ、西洋でも東洋でも広く利用されるようになり、日本でも粒食と並んで中世後期には利用されていた。
質、使用する部位、挽き方によりさまざまに分類されており、適した用途も異なる。古代エジプトの壁に収穫の模様が描かれるほど、人類と小麦の歴史は古く、人類初の作物のひとつとされる。

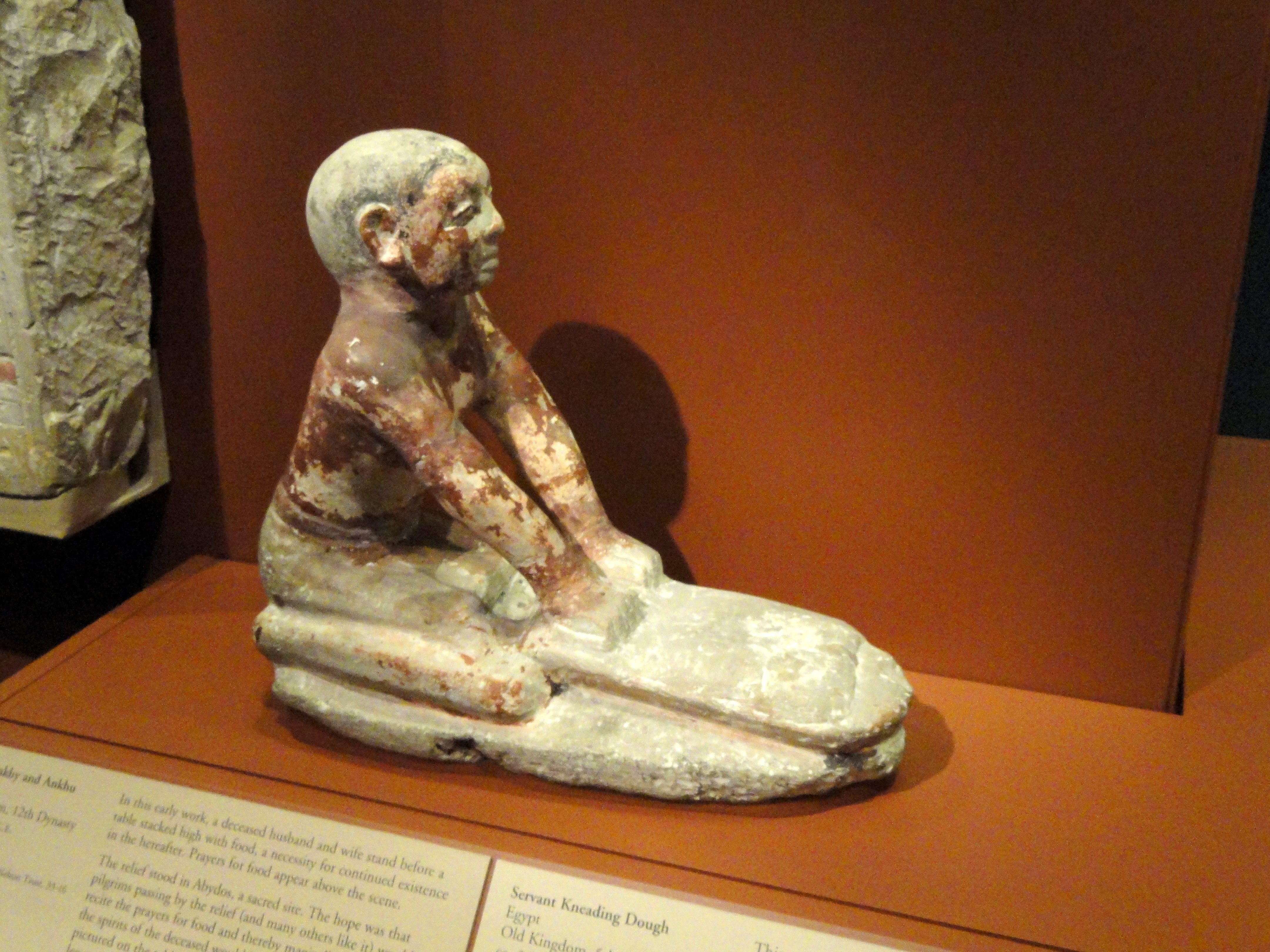
パンを作るため小麦粉と水でつくった生地をこねる人（古代エジプト、紀元前2494年から紀元前2345年ころの像）

収穫された種子は基本的には粉にして小麦粉として使われる。初期のコムギは粥のようにして食べられていたが、穀粒が硬く軟らかくするのに長時間加熱しなければならなかったこと、小麦粉の生地には特有性があり食感が好ましかったこと、表皮のふすま（麩・麬＝コメでいう糠）が硬いため取り除こうとすると内側の胚乳部が砕けてしまうことから粉食が基本になった。
紀元前3,000年頃の古代エジプトでは、既に無発酵のパンが食べられていた記録が残っている。
産業革命以降、蒸気機関の利用により、製粉はより大規模となり、世界に流通し、19世紀には、現代でも使用されている製粉機が誕生し、効率・品質ともにより向上した。

## 歴史

### 日本での歴史
日本列島では縄文時代に石皿・磨石を用いて植物や堅果を粉砕し食すという、粉食習慣が行われていた。弥生時代に稲作農耕が開始されると石皿・磨石が消失し、米や大麦・雑穀などの穀物は粒のまま食する形に変化した。小麦は弥生時代以降には日本列島に伝来し、古代には麺類も貴族の間で食されている。中世前期には、こね鉢・すり鉢などの加工具が再び出現し、さらに中世後期には石臼も出現し、僧や武士、庶民の間でも粉食習慣が復活した。江戸時代にはうどん・蕎麦などが食されている。
近代には、戦時色が強くなった1940年9月から業務用が、1941年4月からは家庭用の小麦粉が配給制度の対象となった。配給される量は2人-3人家庭で100匁（2か月分）とされていた。
戦後の食糧不足時には、アメリカの小麦戦略から余剰分を援助物資として供給され、学校給食でパン食が取り入れられたことなどからパン食の食習慣が広まった。

## 栄養の特徴
ふすま類を取り除いて製粉したものと、ふすま類も含めて製粉したものでは栄養の特性が異なる。
（ふすま類を取り除いて製粉したものは）成分の7、8割をデンプンが占め、タンパク質も約1割含んでいる。主なタンパク質はグリアジンとグルテニンで、これらは水を吸収すると、粘りのあるグルテンとなる。このグルテンが独特の料理を生み出し、様々な食品に生まれ変わる。グルテンの量が多くて質の強いものから順に強力粉、中力粉、薄力粉と分類されている。なおグルテンの量は品種の他に、開花期・収穫期に雨が降るかどうかによっても変動する。この時期に雨が多いと小麦はグルテンを形成しにくくなるためである。
一方、ふすま類なども含めて製粉した全粒粉のほうには、食物繊維が多く含まれており、"普通の" つまりふすま類などを含まない小麦粉100gに含まれる食物繊維は2.7gなのに対し、全粒粉には11.2gも含まれている（つまり粉の1割以上が食物繊維）。食物繊維は腸の調子を整える作用がある（たとえば便秘がちで悩んでいる女性などには好適）。全粒粉は、普通の小麦粉に比べ、ビタミン、ミネラルを豊富に含んでおり、ビタミンとしては特にB1・B2・B6が多く、ミネラルでは特に鉄分、カリウム、カルシウムが多いという特徴がある。

## 性質
カロテノイド色素により淡いクリーム色をしている。粒子は直径150µm以下と細かく、粉塵爆発のおそれもあるため、東京都など一部の自治体では指定可燃物に規定している。ほかの粉末と混ざりやすく、粉末調味料などを混ぜてプレミックスとしたり、ビタミンなどの添加に応用される。表面に水気を帯びたものに付着しやすく、ムニエルなどの衣や、麺類の打ち粉として使われる。匂いを吸着しやすく、香り付けの加工ができる反面、保管の仕方によっては異臭が付くことがある。

## 加工と精製
全粒から果皮や胚芽の部分がふすまとして取り除かれ、胚乳の部分のみを挽いたもので、全粒100kgからはおおよそ72 - 75kgほどが得られる。胚乳部分のみを残し果皮や胚芽を完全に取り除くと真っ白で純粋なものが取れるが、製パンに使用する場合、風味を与えるために、必ずしもふすま部分を完全に取り除いたものが良いとも限らない。素朴な味わいや風味を出すために、小麦粒をふすまごと丸々挽いた全粒粉も用いられる。

## 種類

### 原料による分類
4倍体小麦（デュラムコムギ）を使用したものをデュラム粉、6倍体小麦（普通コムギ）を使用したものを普通小麦粉という。
デュラム小麦はマカロニ小麦とも呼ばれる硬質小麦で特にグルテン（たんぱく質）を多く含み、色は黄色味を帯びている。デュラム小麦を粗びきにしたデュラム・セモリナはパスタ用の小麦粉として利用されている。
一方、普通小麦を原料とする普通小麦粉は、以下の強力粉、準強力粉、中力粉、薄力粉などに分類される。なお、以上のように原料は異なるが、性質上、デュラムセモリナ粉も便宜的に強力粉として扱うこともある。
なお、米国の規格では小麦粉は「デューラム系統以外の小麦を粉砕、ふるい分けして作った食品」としており、デュラムコムギによるものを通常の小麦粉と区別している。

### 成分による分類
小麦粉はタンパク質含有量の割合が多く粘弾性が高い方から、強力粉、準強力粉、中力粉、薄力粉に分類される。ただし、準強力粉を分けずに便宜的に強力粉として扱うこともある。

#### 強力粉
強力粉（きょうりきこ）は硬質小麦を原料とするものでグルテンの質は強靭である。強力粉用にはタンパク質含有量の多いアメリカ産ダーク・ノーザン・スプリング種などが用いられる。タンパク質含有量は一等粉から二等粉で11.7%-12.4%となっている。主な用途は高級食パン。このほかうどん、中華麺、学校給食で出てくるソフト麺等に使われる。焼くと硬い仕上がりになるので洋菓子には向かない。英語圈の分類ではbread flourがこれに近い。
先述のようにデュラム小麦を原料とするセモリナ粉が便宜的に強力粉に分類されることもあるが、グルテンの質は柔軟である。
準強力粉は準硬質小麦を原料とするものでグルテンの質は強である。タンパク質含有量は一等粉から二等粉で10.0%-11.6%となっている。先述のように準強力粉も分けずに便宜的に強力粉として扱うこともある。

#### 中力粉
中力粉（ちゅうりきこ）は中間質小麦を原料とするものでグルテンの質は軟である。タンパク質含有量は一等粉から二等粉で9.0%-9.7%となっている。そうめん、うどん、冷麦などの原料として用いられている。

#### 薄力粉
薄力粉（はくりきこ）は軟質小麦を原料とするものでグルテンの質は粗弱である。薄力粉用にはタンパク質含有量の少ないアメリカ産ウエスタン・ホワイト種などが用いられる。タンパク質含有量は一等粉から二等粉で8.0%-8.8%となっている。ケーキなどの菓子類・天ぷら・カレーに使われる。タンパク質の含有量を抑えれば抑えるほど繊細な仕上がりになるので、「製菓用薄力粉」や「スーパーバイオレット」などの商品名で売られている、タンパク質の含有量をさらに減らした商品も存在する（「超薄力粉」とも呼ばれるが、そのような商品名では売られていない）。また、乾燥パスタ原料からの連想で誤解されることがあるが、卵を用いて生パスタを作る場合に使われるのは薄力粉である。英語圏の表記ではcake flourがこれに近い。

### 等級による分類
小麦粉は不純物の少ないものから、特等粉、1等粉、2等粉、3等粉、末粉（すえこ）に分けられる。具体的には灰分含量を指標として等級づけられ、特等粉（0.3 - 0.4%）、一等粉（0.4%前後）、二等粉（0.5%前後）三等粉（0.8%前後）、末粉（1.5 - 2.0%）に分類される。等級が上位のものほどミネラル分が少なく、くすみの少ない淡いクリーム色をしている。種類と組み合わせて「強力一等粉」や「中力三等粉」のように表記される。

### 粒度による分類

#### セモリナ粉
セモリナ粉（セモリナこ）とは、通常品より粒子の粗い（210µmの布ふるいに残留する）粉をいう。210µmの布ふるいによる区別は米国などで用いられている規格であり、日本では通常の小麦粉より粗いものを指している。

#### ファリナ粉
一般的にはセモリナ粉よりも粒度が細かいものをいうが、国によって用法が異なる。デュラムコムギを挽いた粗い部分を「セモリナ」、それ以外の小麦を利用したものを「ファリナ」と区別している場合もある。日本では通常の小麦粉より粒度の粗いものをセモリナ粉と呼称しており「ファリナ」の名称はあまり用いられていない。

### 加工部位による分類
小麦粉をまるごと粉にしたものを全粒粉といい、皮や胚芽の部分も含まれるので粉の色はやや黒い。一方、グラハム粉は全粒粉の別名として扱われることもあるが、技術的には表皮と胚芽部分のみを粗挽きにして通常の精白粉に混合したものをいうこともある。

## 小麦粉の加工品

### パン
小麦粉にパン酵母を加えて、水とともにこねると発酵して二酸化炭素（炭酸ガス）とアルコールが生成される。炭酸ガスはパン生地を膨張させ、アルコールはパンの香りの生成に役立っている。

### めん類
食塩水を加えてうどんやそうめんに加工されるほか、かん水を加えて中華麺に加工される。

### 浮き粉
浮き粉（うきこ）は、「生地からグルテンを分離」した残りの澱粉分。浮き粉は澱粉だけでできており、片栗粉のような性質を持つ。主に明石焼きや和菓子、香港の透明な皮の海老餃子などの原料として使われている。

### 麩
麩は小麦グルテンを原料として作られ、焼麩の種類（車麩や庄内麩など）により異なる種類と等級の合わせ粉として使われる。

## 生地の利用
小麦粉に水を加えて調製したものをドウ（dough）という。小麦粉は液体を加えることにより状態が変化し、粉100に対し水60でパン生地、水45でうどん生地となる。
ドウを応用した料理は、英語では、薄く伸ばして餡などを包んだ料理（ダンプリング、dumpling）と、切る、伸ばす、ちぎる、穴や型から押し出すなどの方法で成形した料理（ヌードル、noodle）に大別される。一方、漢字の「麺」は本来は小麦粉そのもののことで、のちに小麦粉を練って作った食品を指すようになった。日本語の「麺」は中華麺やうどんなど英語のnoodleに相当するものを指すようになっている。
また、粉の2倍の水または卵を加えて混ぜた緩やかな生地はバッター (料理)と呼び、天ぷらの衣やケーキに使われる。5-20倍の水を加えて加熱しながら混ぜると糊となり、合板の接着にも使われる（等級の低い末粉が適する）。同量のバターと共に炒るとルーとなり、ソースやシチューのとろみをつけるのに用いられる。

## 調合原料
作る料理によって、タンパク質の割合が適したものを選び、他の穀粉や膨らし粉、粉乳、ショートニング、調味料、香料、着色料などの原料を調合した商品（調製粉、プレミックス）が多種市販されている。
- 天ぷら粉
- から揚げ粉
- お好み焼きミックス粉
- ホットケーキミックス
- 食パンミックス
- 蒸しパンミックス粉
- スポンジケーキミックス粉
- ドーナツミックス粉

## メリケン粉とうどん粉の違い
日本産の小麦を製粉したものをうどん粉、アメリカから輸入した小麦を製粉したものをメリケン粉と呼んでいた。メリケンはアメリカン（American）のことで、英語発音がそう聞こえるためである。この名残で、関西などでは今もこう呼称することが多い。
明治の頃、国内生産のものは褐色で粉粒が粗くパン作りには向かなかった（当時の精製技術（水車製粉）では真っ白にはならなかった）。そこで、アメリカから白く精製されたものを輸入していた。
現在、日本では料理用として薄力粉（天ぷら粉など）が普及しているが、強力粉以外をうどん粉と呼ぶ場合が多い（中力粉または薄力粉の意味）。
以前は『うどん粉』『メリケン粉』の名称で発売されていたが、現在は『小麦粉』または『薄力粉』『強力粉』という呼称にほぼ統一されている（「薄力粉」と「強力粉」は粘質性が異なるため、質によって呼称を遣い分けている）。観光客向けの土産物店やアンテナショップといった一部の店舗では現在でも『うどん粉』の名称で販売されていることがあるが、『メリケン粉』の名称で販売されている製品は既に存在しない。『メリケン粉』の名称で最後まで発売していたメーカーは熊本県熊本市の五木食品である。

## カビ毒
1940年代から1950年代にかけ、コムギの赤カビ病に由来するトリコテセン類（カビ毒）を原因とする集団食中毒がソビエト連邦や日本で発生している。また、これ以降もデオキシニバレノール（DON）、ニバレノール（NIV）などによる小麦粉の汚染が問題視されたことから、2008年（平成20年）に農林水産省は「麦類のデオキシニバレノール、ニバレノール汚染の防止及び低減のための指針」を示している。これに沿い、デオキシニバレノールが基準値を上回る場合にはリコールが行われる。

## ギャラリー
- ポーランドの、少し特殊な小麦粉
- 家庭用の小麦粉。米国の銘柄例。内容量は「5LBS」（2.27kg）で、日本と異なる単位。これは、アメリカが未だにヤード・ポンド法を貫いているため。
- 小売されている全粒粉の例
- 全粒粉のパンで作ったサンドイッチ
- ベーカリーや製麺所ではこのような大きさ、「内容量25kg」などの袋で扱う。

## 小麦粉粘土
幼児教育用の粘土に小麦粉を主原料にした小麦粉粘土がある。小麦アレルギーによるリスクもあるが、それを除けば油粘土などに比較すると安全性は高い。小麦粉やサラダ油などから自作することもできるが腐りやすい欠点もある。